# Ulcération

Fissures, érosions et ulcères.

L'ulcération est une lésion élémentaire en pathologie dermatologique, caractérisée par une perte de substance dermique. À la différence de l'érosion, l'ulcération intéresse toute la peau sur ses couches profondes (derme et hypoderme). De nombreuses dermatoses et lésions élémentaires peuvent faire apparaître secondairement des ulcérations.

## Lésions élémentaires s'ulcérant
- Bulles
- Vésicules
- Pustules
- Tumeurs cutanées

## Anatomie pathologique
L'ulcération peut également toucher tous les revêtements épithéliaux (muqueuse digestive notamment).
On peut affirmer la présence d'une ulcération lorsque l'on observe microscopiquement un exsudat fibrinoleucocytaire.

## Maladies accompagnées d'ulcérations
Outre les dermatoses accompagnées des lésions élémentaires précédentes, on note :
- le chancre syphilitique
- le chancre mou
- la bécégite
- les ulcérations traumatiques et caustiques
- Ulcères de jambes
- Escarre
- Mal perforant plantaire des diabétiques
- Aphtes
- la forme cutanée du syndrome d'irradiation aiguë

## Ulcération vulvo-vaginale
Une ulcération de la vulve ou du vagin peut être le signe clinique révélateur de différentes pathologies. Le diagnostic différentiel repose sur les données cliniques, une sérologie afin d'éliminer un herpès ou la syphilis et éventuellement une biopsie.
Diagnostic différentiel, :
- ulcération herpétique ;
- chancre syphilitique ;
- adénose, parfois en rapport avec une exposition au diéthylstilbestrol ;
- endométriose ;
- maladie de Behçet : aphtose bipolaire (génitale et orale) et inflammation oculaire ;
- une cause physique, notamment ulcération due à l'usage abusif de tampons pendant tout le cycle.